# Hawick Rugby Football Club
Maillots
Dernière mise à jour : 27 février 2013.
Hawick RFC  est un club écossais de rugby à XV situé à Hawick, dans la région des Scottish Borders, qui évolue en Championnat d'Écosse. Le club joue ses matchs à domicile à Mansfield Park.

## Histoire
Fondé le 8 décembre 1873, le Hawick RFC est l'un des plus vieux clubs d’Écosse, l’un des plus célèbres et surtout le plus titré. Il est créé par les joueurs du club de cricket local qui souhaitent se maintenir en forme pendant l'hiver. Après avoir hésité avec le football, ils choisissent le rugby qui, selon eux « était plus viril et plus en adéquation avec la nature sauvage des Scottish Borders que le football, plus sage ». Le club joue d’abord en maillot rayé bleu et blanc et en short marine. Mais le manque d'adversaires dans la région à l'époque rend difficile son développement. Il faut attendre 1885 pour que le club soit vraiment lancé sous le nom de Hawick Football Club. C'est de cette époque que date l'adoption de la couleur vert foncé. Les premiers adversaires réguliers se nomment Watsonians, Gala et Edinburgh Academicals. Le club est admis au sein de la fédération écossaise en 1886.
Hawick devient l’un des plus grands clubs du pays. Il remporte de nombreux titres non officiels, ainsi que le réputé championnat des Borders à 47 reprises (dont la première édition en 1901-02). Entre 1945 et 1972, Hawick est un des leaders du rugby à XV écossais, remportant le championnat non officiel à huit reprises, obtenant le titre de la Border League quinze fois, et ayant une solide réputation au rugby à sept. Durant cette période, Hugh McLeod, George Stevenson, Adam Robson et Derrick Grant obtiennent à eux quatre réunis 100 capes internationales. Le succès ne se dément pas à l'époque contemporaine, Hawick remportant à 13 reprises le championnat établi en 1973, dont les six premiers titres mis en jeu, avant de connaître une autre série de quatre titres consécutifs dans les années 1980.

## Palmarès
- Champion d'Écosse en 1896 (non officiel), 1973, 1974, 1975, 1976, 1977, 1978, 1982, 1984, 1985, 1986, 1987, 2001, 2002 et 2023
- Vainqueur de la Coupe d'Écosse en 1996, 2002, 2023 et 2024
- Vainqueur de la Border League en 1902, 1909, 1910, 1912, 1913, 1914, 1921, 1923, 1924, 1925, 1926, 1927, 1928, 1929, 1930, 1932, 1949, 1951, 1955, 1956, 1960, 1961, 1962, 1964, 1965, 1966, 1968, 1969, 1970, 1972, 1973, 1974, 1975, 1976, 1977, 1978, 1979, 1982, 1983, 1984, 1985, 1989, 1996, 2000, 2001, 2002, 2003, 2004 et 2007

## Joueurs célèbres
Le club a fourni 58 joueurs à l’Équipe d'Écosse pour un total de près de 650 sélections.
| - John Beattie (23) - Alister Campbell (15) - Colin Deans (52) - Derrick Grant (14) - William Kyle (21) - Hugh McLeod (40) - Cameron Murray (26) - Jim Renwick (52) | - Adam Robson (22) - Tony Stanger (52) - George Stevenson (24) - Colin Telfer (17) - Alan Tomes (48) - Derek Turnbull (15) - Willie Welsh (21) |